# Ye Yifei
Ye Yifei, född den 16 juni 2000 i Xi'an är en kinesisk racerförare.